# Pantosperma holochalca
Pantosperma holochalca är en fjärilsart som beskrevs av Edward Meyrick 1888. Pantosperma holochalca ingår i släktet Pantosperma och familjen gnuggmalar. Inga underarter finns listade i Catalogue of Life.